# 耿建国
耿建国，中华人民共和国政治人物、全国脱贫攻坚先进个人。

## 生平
耿建国任中国农业银行股份有限公司阳信县支行个贷中心客户经理。因在脱贫攻坚战中作出突出贡献，2021年2月25日全国脱贫攻坚总结表彰大会上，耿建国被授予“全国脱贫攻坚先进个人”。